# Veazma
Veazma (în rusă Вязьма) este un oraș din Regiunea Smolensk, Federația Rusă, cu o populație de 57.545 locuitori.

## Galerie de imagini

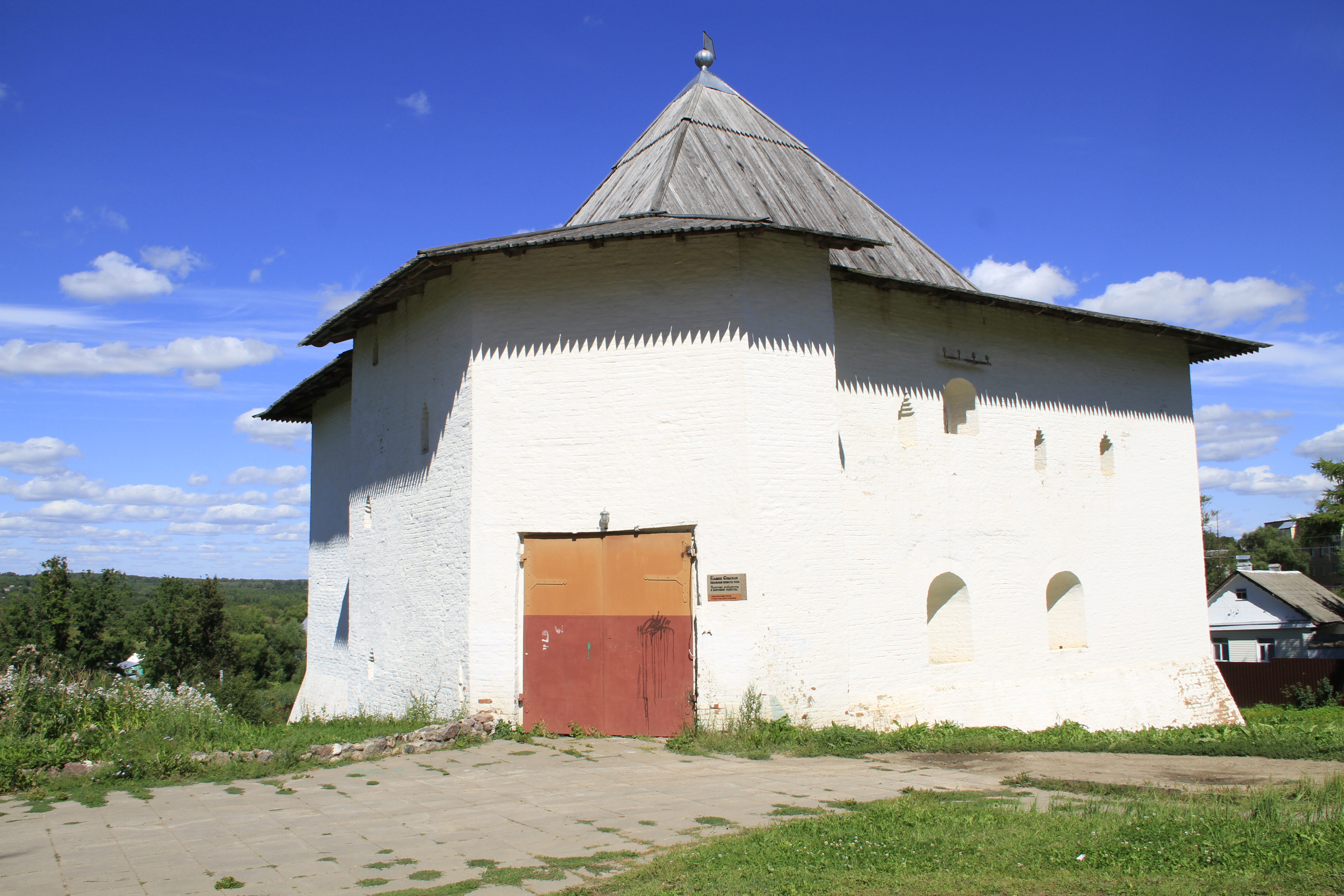
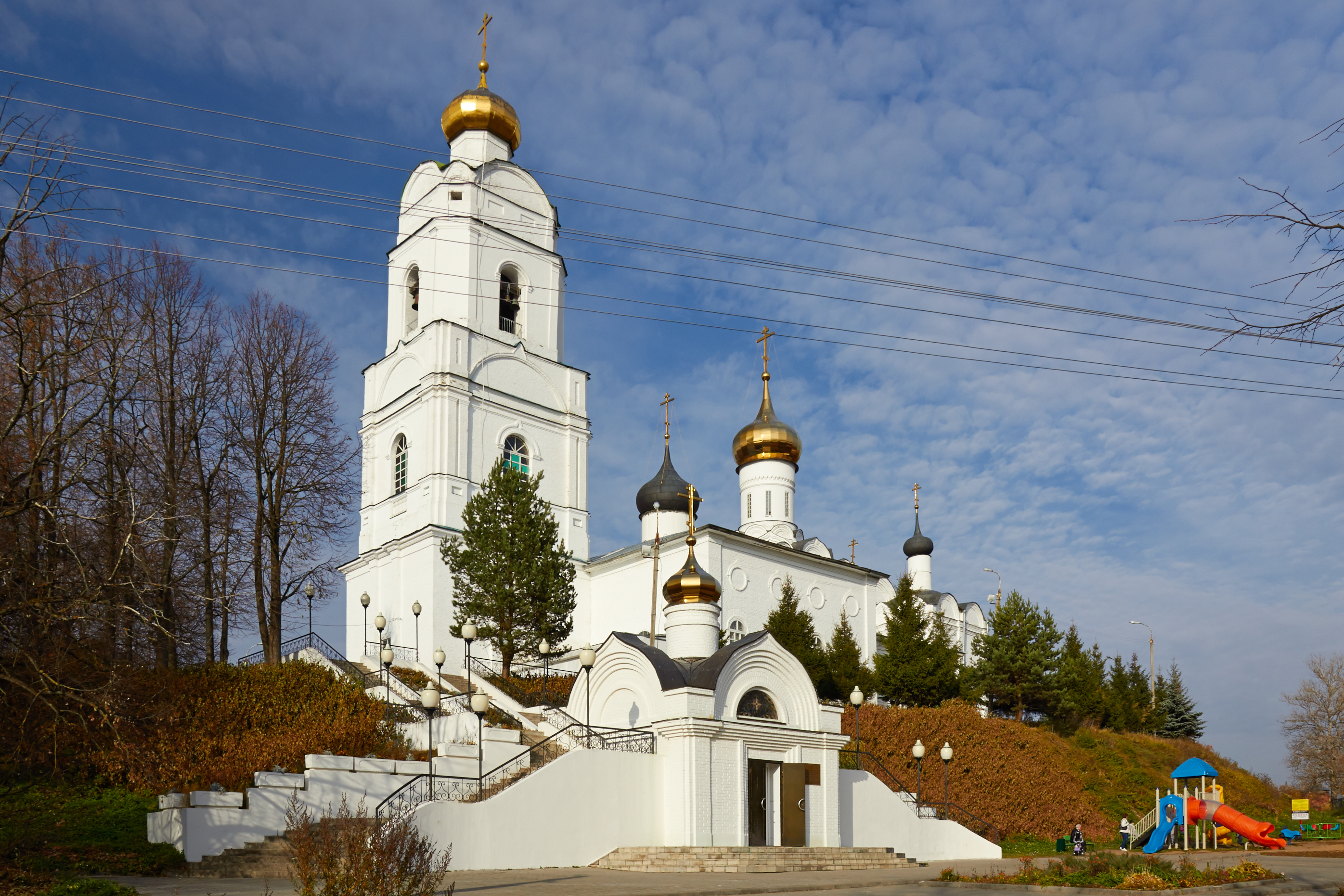
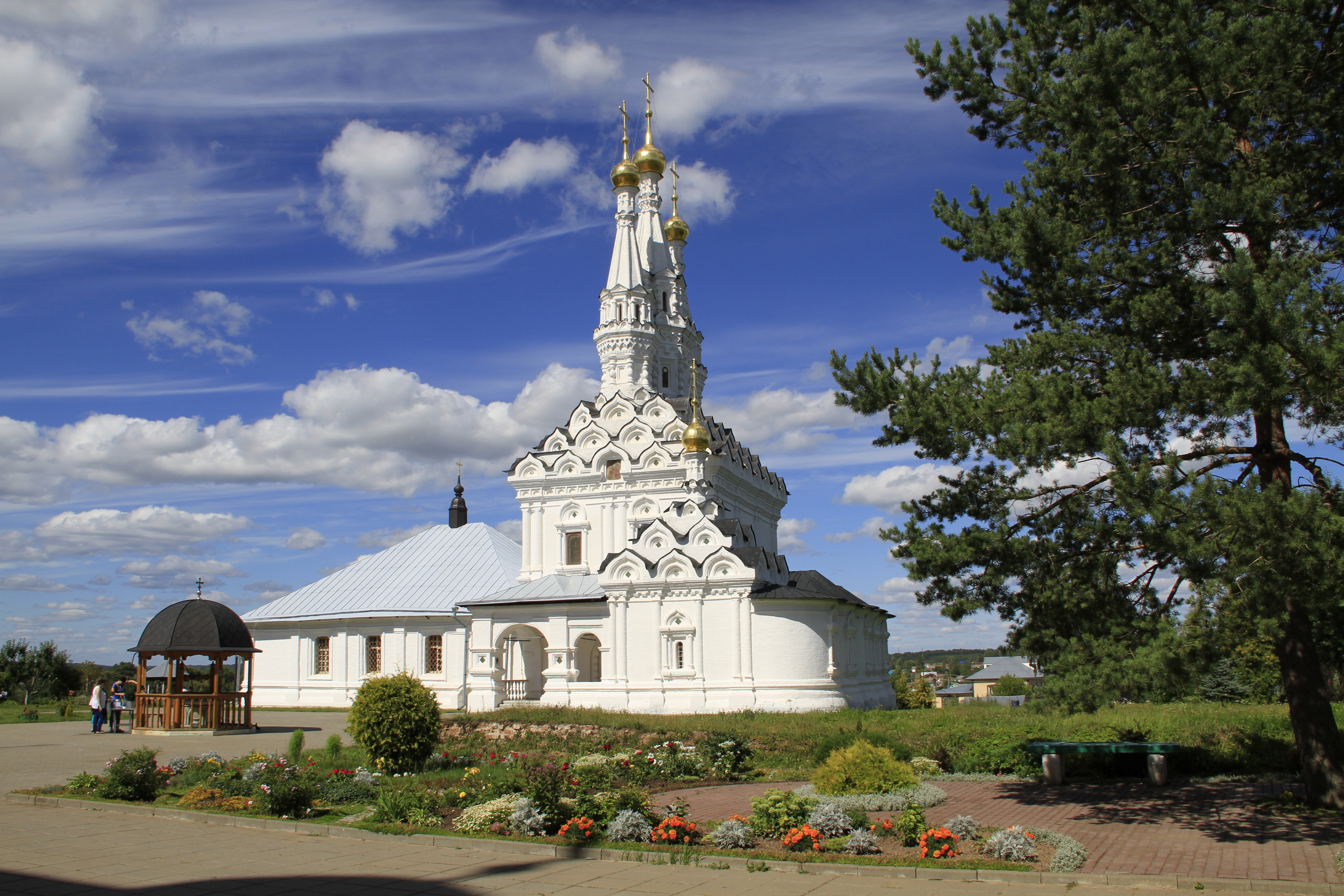
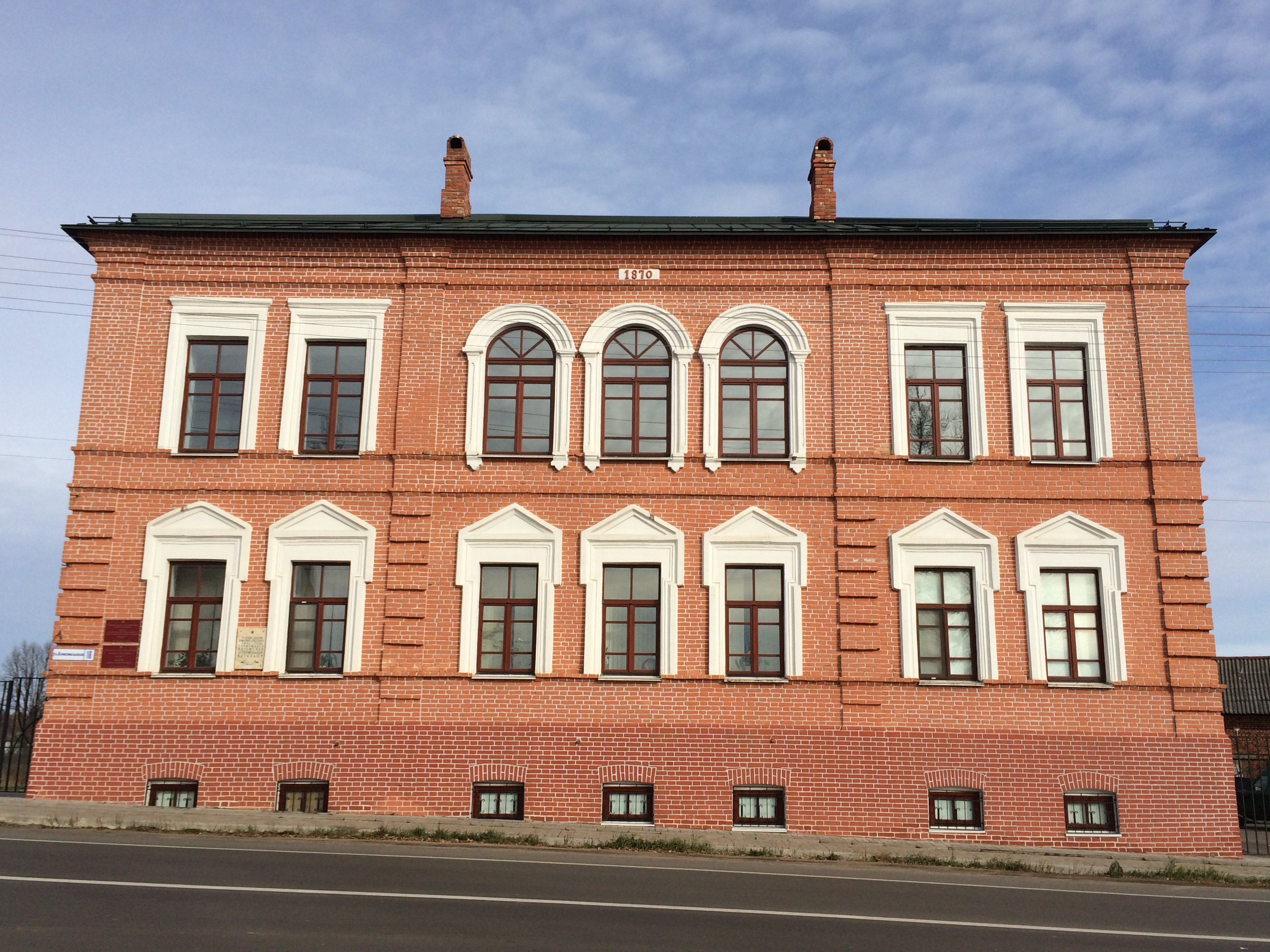
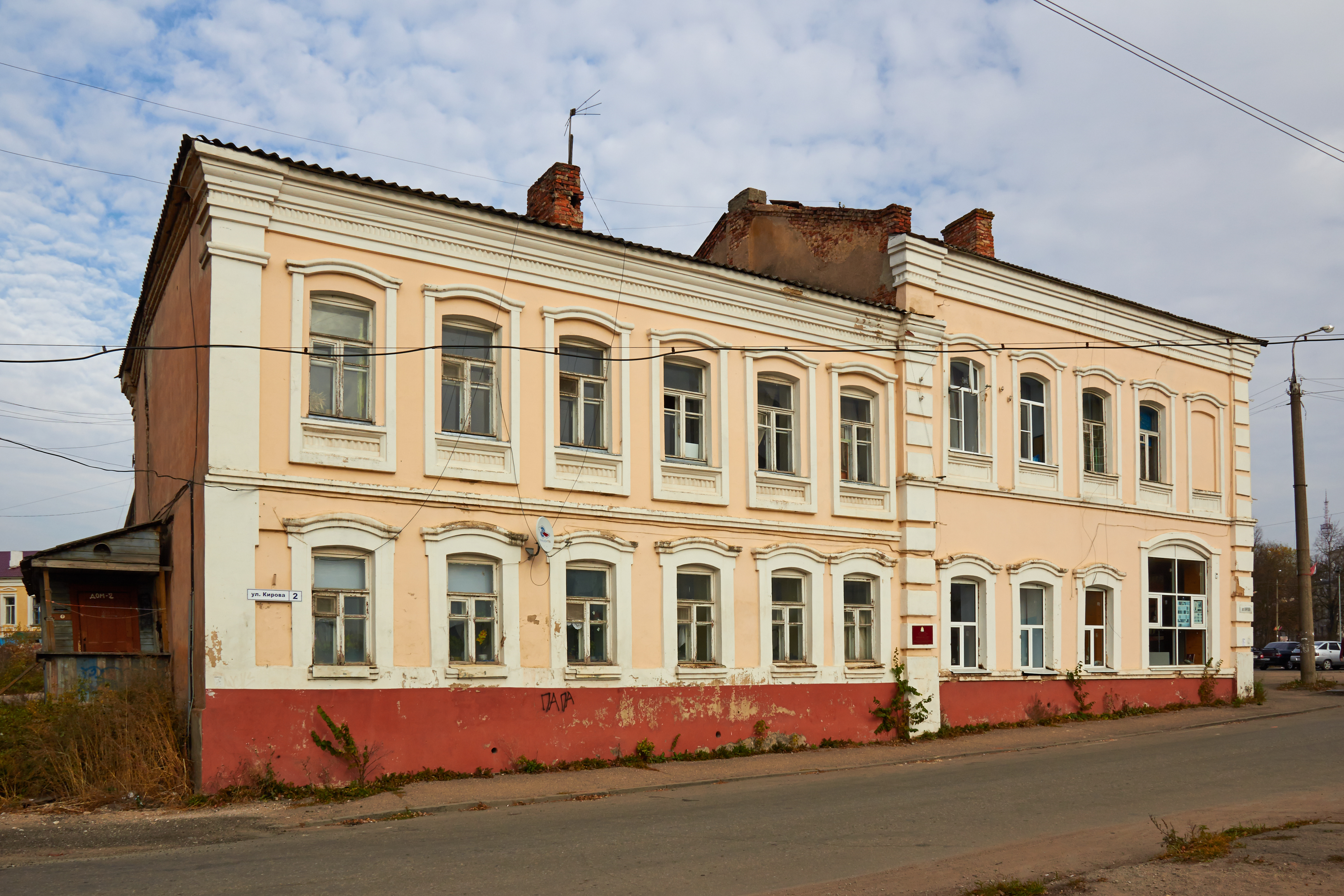

## Istoric
Cnezatul de Smolensk 1230–1403

 Marele Ducat al Lituaniei 1403–1494

 Cnezatul Moscovei 1494–1547

 Țaratul Rusiei 1547–1611

 Uniunea statală polono-lituaniană (ocupația) 1611-1613

 Țaratul Rusiei 1613–1617

 Uniunea statală polono-lituaniană (ocupația) 1617

 Țaratul Rusiei 1617–1721

 Imperiul Rus 1721–1917

 RSFS Rusă 1919–1922

 Uniunea Sovietică 1922–1941

 Imperiul German (ocupația) 1941–1943

 Uniunea Sovietică 1943–1991

 Federația Rusă 1991–prezent 